# Johan Löfstrand
Johan Martin Löfstrand, ursprungligen Johan Martin Lövstrand, född 3 augusti 1976 i Klockrike församling i Östergötlands län, är en svensk politiker (socialdemokrat). Han är ordinarie riksdagsledamot sedan 2002, invald för Östergötlands läns valkrets.

## Biografi
Löfstrand är statistiker och växte upp i Borensberg, utanför Motala. Numera bor han i Linköping.
Löfstrand är ordinarie riksdagsledamot sedan valet 2002. I riksdagen var han ordförande i civilutskottet i november 2009, vice ordförande i detta utskott 2014–2015, 2016–2017 och 2017–2018, samt vice ordförande i sammansatta civil- och kulturutskottet 2018. Löfstrand är Socialdemokraternas förste vice gruppledare i riksdagen sedan 2022 samt ledamot i riksdagsstyrelsen och ledamotsrådet sedan 2022. Han är även suppleant i civilutskottet och miljö- och jordbruksutskottet. Han var ledamot i civilutskottet 2006–2009, 2009–2010, 2015, 2017 och 2018–2022, ledamot i lagutskottet 2002–2006, miljö- och jordbruksutskottet 2010–2014 och krigsdelegationen 2014–2022. Löfstrand har varit suppleant i bland annat försvarsutskottet och trafikutskottet. Han var revisorssuppleant i Systembolaget AB 2013–2014.
Löfstrand var även styrelseledamot inom Kombispel men fick avgå utifrån Löfstrands ansvar för lotteriskandalen.